# 马尔南
马尔南（法語：Marnans，法語發音：[maʁnɑ̃]）是法国伊泽尔省的一个市镇，位于该省中部偏西南，原属格勒诺布尔区，2017年起改属维埃纳区。

## 地理
马尔南（45°17'41"N, 5°14'14"E）面积6.6 平方千米，位于法国奥弗涅-罗讷-阿尔卑斯大区伊泽尔省，该省份为法国东南部内陆省份，北起顺时针与安省、萨瓦省、上阿尔卑斯省、德龙省、阿尔代什省、卢瓦尔省和罗讷省。
与马尔南接壤的市镇（或旧市镇、城区）包括：圣皮埃尔德布雷雪、圣西梅翁德布雷雪、维里维尔、沙特奈、鲁瓦邦。
马尔南的时区为UTC+01:00、UTC+02:00（夏令时）。

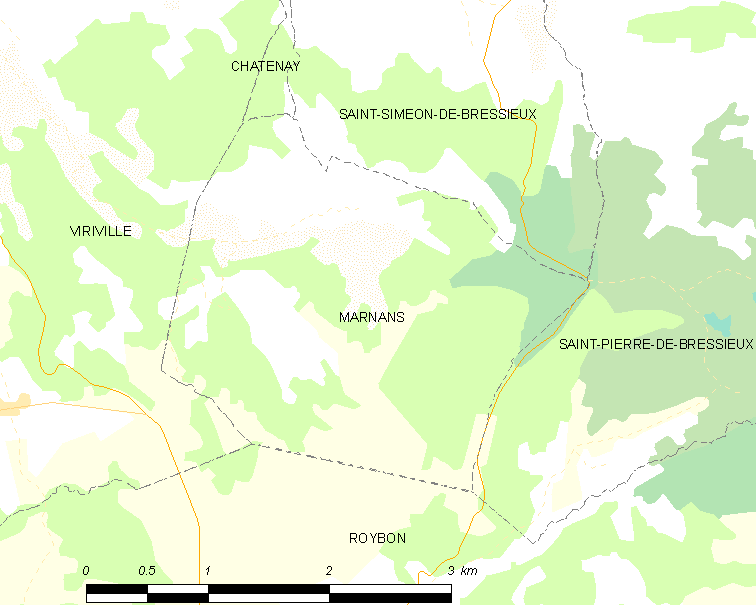
马尔南的OSM定位图

## 行政
马尔南的邮政编码为38980，INSEE市镇编码为38221。

## 政治
马尔南所属的省级选区为比耶夫尔县。

## 交通
伊泽尔省省道D156C线经过马尔南镇中心，省道D71线则从东侧过境。

## 人口

1962-2008年间马尔南人口变化图示

马尔南于2022年1月1日时的人口数量为132人。